# Dobrogosty (województwo mazowieckie)
Dobrogosty – wieś sołecka w Polsce położona w województwie mazowieckim, w powiecie mławskim, w gminie Dzierzgowo.
| SIMC    | Nazwa      | Rodzaj     |
| ------- | ---------- | ---------- |
| 0114175 | Sosnówka   | przysiółek |
| 0114181 | Wydrzywilk | przysiółek |

W latach 1954–1961 wieś należała i była siedzibą władz gromady Dobrogosty, po jej zniesieniu w gromadzie Dzierzgowo. W latach 1975–1998 miejscowość administracyjnie należała do województwa ciechanowskiego.